# Жёлтые горбыли
Жёлтые горбыли  (лат.  Larimichthys) — род лучеперых морских рыб семейства горбылёвых. Малый и большой жёлтые горбыли являются основными промысловыми видами в северо-западной части Тихого океана, главным образом в Китае: в 2012 году мировые уловы малого жёлтого горбыля Larimichthys polyactis составили 438 тысяч тонн, а мировые уловы большого жёлтого горбыля —70 тысяч тонн.

## Виды
В составе рода выделяют четыре вида:
- Larimichthys crocea (Richardson, 1846) — большой жёлтый горбыль
- Larimichthys pamoides (Munro, 1964)
- Larimichthys polyactis (Bleeker, 1877) — малый жёлтый горбыль[4]
- Larimichthys terengganui Seah, Hanafi, Mazlan & Chao, 2015[5]